# Bruscambille
Jean Gracieux, dénommé Deslauriers pour la comédie et Bruscambille pour la farce, est un comédien, né vers 1575 en Champagne et mort en 1634. Il réussit dans la farce au début du XVIIe siècle et fut renommé pour ses prologues qui ouvraient les représentations du théâtre de l'hôtel de Bourgogne.  Sous couvert de présenter la pièce du jour, le farceur se livrait à ces prestations de virtuosité verbale, mêlant érudition et gauloiserie à la manière de Rabelais.
« Dans ses prologues facétieux, Bruscambille ne cesse de le répéter : le public de l'hôtel de Bourgogne attend l'apparition des farceurs, avec la farce qui fait [...] fendre délicatement la bouche comme l'orifice d'un four banal. »
On a de lui :
- des Prologues tant sérieux que facétieux (1610) ;
- des Fantaisies (1612) ;
- des Nouvelles et Plaisantes Imaginations (1613) ;
- des Facétieuses Paradoxes (1615) ;
- des Bigarures sentencieuses (1622) ;
- des Bons Mots.

Ces diverses pièces ont été réunies dans les Œuvres de Bruscambille éditée à Paris par David Gilles en 1619.

## Bon mot
« Baste ! la comédie est une vie sans soucis et quelquefois sans six sous »